# كاتليغو ماشيغو
كاتليغو ماشيغو (بالإنجليزية: Katlego Mashego)‏، من مواليد 18 مايو 1982، لاعب كرة قدم جنوب أفريقي.
يلعب مع نادي أورلاندو بايراتس.
بدأ باللعب مع منتخب جنوب أفريقيا لكرة القدم في عام 2006.

## روابط خارجية
- كاتليغو ماشيغو على موقع الاتحاد الدولي (مؤرشف)  (الإنجليزية)
- كاتليغو ماشيغو على موقع قاعدة بيانات كرة القدم.إي يو (الإنجليزية)
- كاتليغو ماشيغو على موقع ناشيونال فوتبول تيمز (الإنجليزية)
- كاتليغو ماشيغو على موقع عالم كرة القدم.نت (الإنجليزية)
- كاتليغو ماشيغو على موقع كووورة